# Glenea decolorata
Glenea decolorata är en skalbaggsart som först beskrevs av Heller 1926.  Glenea decolorata ingår i släktet Glenea och familjen långhorningar. Inga underarter finns listade i Catalogue of Life.